# Trachyscorpia carnomagula
Trachyscorpia carnomagula är en fiskart som beskrevs av Motomura, Last och Yearsley 2007. Trachyscorpia carnomagula ingår i släktet Trachyscorpia och familjen kungsfiskar. Inga underarter finns listade i Catalogue of Life.